# Veintidós Santuarios

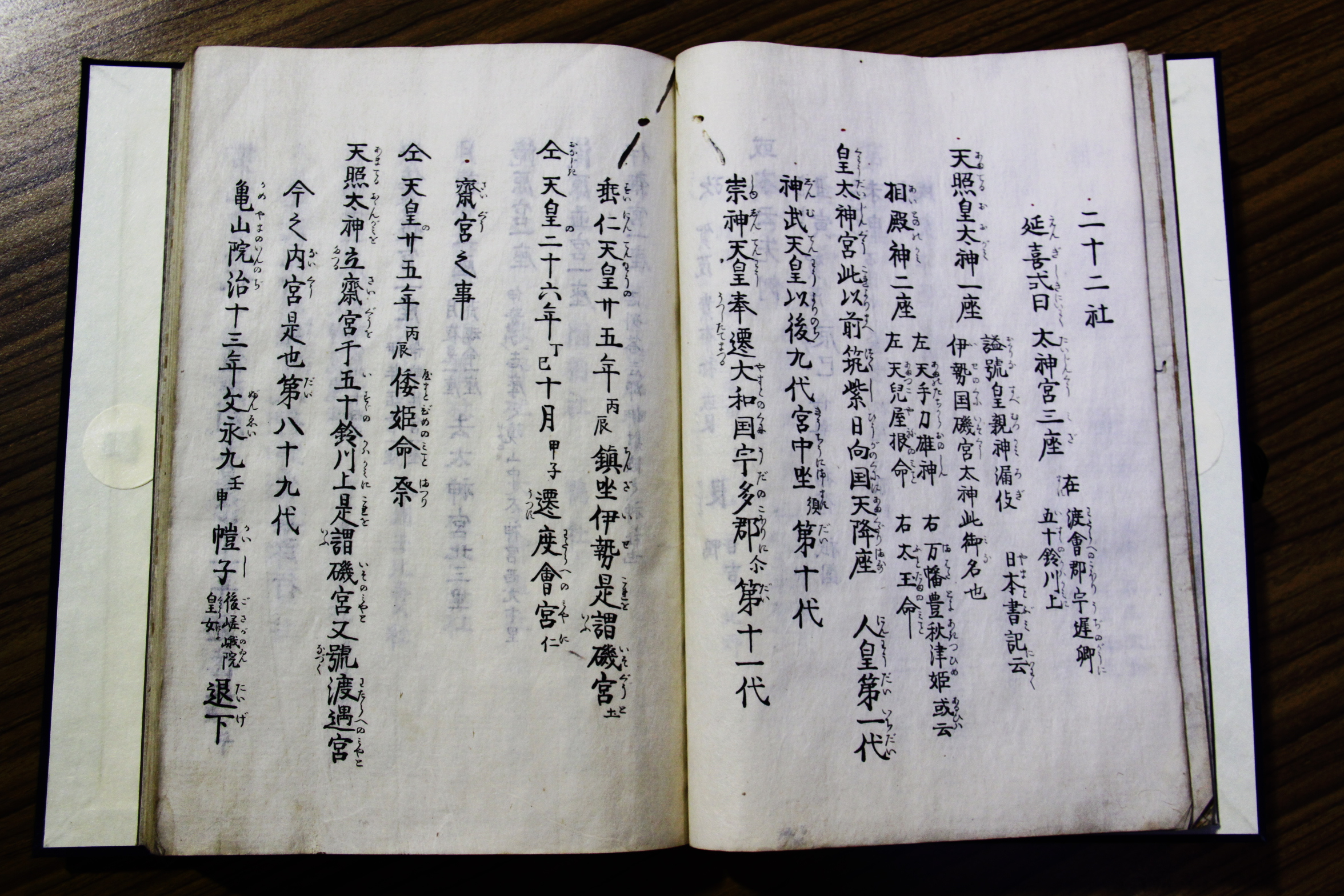
Manuscrito de Nijūnisha-chūshiki.

Los Veintidós Santuarios (二十二社 Nijūni-sha?) de Japón es un sistema de clasificación para los santuario sintoístas. El sistema fue establecido durante el período Heian. Los santuarios que se enumeran a continuación reciben ofrendas especiales de la corte imperial japonesa. La mayoría fueron seleccionados de los santuarios que se encontraban en las inmediaciones de Kioto, la capital de Japón en ese momento.

## Establecimiento
Bajo el sistema de derecho Ritsuryō, los santuarios a los que la Corte Imperial presentaría ofrendas para los ritos como el kinensai (祈年祭), un servicio para orar por una buena cosecha, se decidieron en su mayoría por el Engishiki Jinmyōchō (延喜式神名帳 Libro de nombres del santuario Engishiki?), pero una vez que el sistema Ritsuryō comenzó a deteriorarse, la oferta sólo se les dio a un grupo selecto de santuarios.
En 965, el emperador Murakami ordenó que los mensajeros imperiales fueran enviados a reportar los eventos importantes al kami guardián de Japón. Estos heihaku se presentaron en 16 santuarios: 1. Ise; 2. Iwashimizu; 3. Kamo; 4. Matsunoo; 5. Hirano; 6. Inari; 7. Kasuga; 8. Oharano; 9. Miwa; 10: Isonokami; 11. Ōyamato; 12. Hirose; 13. Tatsuta; 14. Sumiyoshi; 15. Nibu y 16 Kibune.
En 991, el emperador Ichijō añade tres santuarios más a la lista, el de Murakami; 17. Yoshida; 18. Hirota; Kitano y 19; y dos más fueron añadidos tres años más tarde en el año 994; 20. Umenomiya; y 21 de Gion.
En 1039, el emperador Go-Suzaku ordenó que otro santuario fuera añadido a esta lista, 22. Hie, y este número único de santuarios designados imperiales no ha sido alterado desde entonces.
Cerca del final del período Heian, hubo un movimiento para agregar el santuario Itsukushima a la lista, pero no fue así. Sin embargo, hasta el final del período Muromachi, la corte imperial hizo ofrendas en él, y en el periodo Edo, las ofrendas se hicieron de nuevo después que ocurriesen desastres.

## Lista de santuarios
La siguiente lista consiste cuando de acuerdo al Nijūni-sha se considera como un conjunto agrupado, que convencionalmente se presentan en orden de rango, no en términos de la secuencia cronológico en el que fueron designados. Las tres agrupaciones de clasificación de rango originalmente provienen de una compleja serie de relaciones geopolíticas del período Heian.

### Siete santuarios superiores
| Nombre del santuario                  | Nombre del santuario                   | Nombre actual                                             | Ubicación                     |
| ------------------------------------- | -------------------------------------- | --------------------------------------------------------- | ----------------------------- |
| Jingū (神宮)                          | Jingū (神宮)                           | Jingū (también Ise Jingū 伊勢神宮)                        | Ise, Mie                      |
| Iwashimizu Hachiman-gū (石清水八幡宮) | Iwashimizu Hachiman-gū (石清水八幡宮)  | Iwashimizu Hachiman-gū                                    | Yawata, Prefectura de Kioto   |
| Kamo Jinja (賀茂神社)                 | Kamo-wakeikazuchi Jinja (賀茂別雷神社) | Kamo-wakeikazuchi Jinja a/k/a Kamigamo Jinja (上賀茂神社) | Kita-ku, Kioto                |
| Kamo Jinja (賀茂神社)                 | Kamo-mioya Jinja (賀茂御祖神社)        | Kamo-mioya Jinja a/k/a Shimogamo Jinja (下鴨神社)         | Sakyō-ku, Kioto               |
| Matsunoo Jinja (松尾神社)             | Matsunoo Jinja (松尾神社)              | Matsunoo Taisha                                           | Ukyō-ku, Kioto                |
| Hirano Jinja (平野神社)               | Hirano Jinja (平野神社)                | Hirano Jinja                                              | Kita-ku, Kioto                |
| Inari Jinja (稲荷神社)                | Inari Jinja (稲荷神社)                 | Fushimi Inari Taisha (伏見稲荷大社)                       | Fushimi-ku, Kioto             |
| Kasuga Jinja (春日神社)               | Kasuga Jinja (春日神社)                | Kasuga-taisha                                             | Nara City, Prefectura de Nara |

### Siete santuarios medios
| Nombre del santuario       | Nombre actual    | Ubicación           |
| -------------------------- | ---------------- | ------------------- |
| Ōharano Jinja (大原野神社) | Ōharano Jinja    | Nishikyō-ku, Kioto  |
| Ōmiwa Jinja (大神神社)     | Ōmiwa Jinja      | Sakurai, Nara       |
| Isonokami Jinja (石上神社) | Isonokami Jingū  | Tenri, Nara         |
| Ōyamato Jinja (大和神社)   | Ōyamato Jinja    | Tenri, Nara         |
| Hirose Jinja (廣瀬神社)    | Hirose Taisha    | Kawai, Nara         |
| Tatsuta Jinja (龍田神社)   | Tatsuta Taisha   | Sangō, Nara         |
| Sumiyoshi Jinja (住吉神社) | Sumiyoshi Taisha | Sumiyoshi-ku, Osaka |

### Ocho santuarios inferiores
| Nombre del santuario             | Nombre actual | Ubicación                                           |
| -------------------------------- | --- | --------------------------------------------------- |
| Hie Jinja (日吉神社)             | Hiyoshi Taisha | Otsu, Shiga                                         |
| Umenomiya Jinja (梅宮神社)       | Umenomiya Taisha | Ukyō-ku, Kioto                                      |
| Yoshida Jinja (吉田神社)         | Yoshida Jinja | Sakyō-ku, Kioto                                     |
| Hirota Jinja (廣田神社)          | Hirota Jinja | Nishinomiya, Hyōgo                                  |
| Gion-sha (祇園社)                | Yasaka Jinja (八坂神社) | Higashiyama-ku, Kioto                               |
| Kitano Jinja (北野神社)          | Kitano Tenman-gū (北野天満宮) | Kamigyō-ku, Kioto                                   |
| Niukawakami Jinja (丹生川上神社) | *Niukawakami Jinja Shimosha (bajo santuario) Niukawakami Jinja Nakasha (medio santuario) *Niukawakami Jinja Kamisha (alto santuario) | Shimoichi, Nara Higashiyoshino, Nara Kawakami, Nara |
| Kibune Jinja (貴船神社)          | Kibune Jinja (también Kifune Jinja)                                                                                                  | Sakyō-ku, Kioto                                     |

- Nota: En el momento en que el Nijunisha fue elegido, el actual Niukawakami Nakasha era el único santuario Niukawakami. Se convirtió en santuario de medio rango (nakasha) sólo después de que el santuario en Shimoichi y Kawakami se unieron con él.